# Naturgy
Naturgy is een internationaal energiebedrijf dat voorziet in de productie, distributie en commercialisering van aardgas en elektriciteit. Het bedrijf is voornamelijk actief als gasleverancier in Zuid-Europa en Latijns-Amerika en breidt sinds 2006 haar activiteiten uit naar West-Europa. Medio 2018 werd de naam gewijzigd van Gas Natural Fenosa in Naturgy. De volledige naam van de houdstermaatschappij is Naturgy Energy Group, S.A.

## Activiteiten
In 1843 begon de oudste voorloper van Naturgy, Sociedad Catalana para el Alumbrado por Gas (SCAG), met het leveren van straatverlichting in Barcelona. Op 27 juni 2018 stemden de aandeelhouders in met de naamsverandering, de groep gaat vanaf dat moment verder als Naturgy Energy Group. In hetzelfde jaar vierde Naturgy het 175-jarig bestaan. 
Naturgy beheert netwerken voor de distributie van gas en elektriciteit. Dit is een gereguleerde activiteit waarbij de overheden, middels toezichthouders, een belangrijke invloed hebben op de tarieven. Dit is een stabiele bron van inkomsten. Belangrijke landen zijn Spanje en Argentinië, voor gas en elektriciteit, Brazilië en Chili, alleen gas, en Panama maar dan alleen elektriciteit. Verder is het actief in energiemarkten, zoals de handel in aardgas en de opwekking van elektriciteit. In deze markten spelen vraag en aanbod een dominante rol, en zijn de inkomsten wisselvalliger.
Tegenwoordig is Naturgy wereldwijd aanwezig in 30 landen al heeft Spanje een groot aandeel in de activiteiten. Het voorziet zo’n 22 miljoen klanten van gas en elektriciteit, waarvan ook veel in Latijns-Amerika. De opgestelde capaciteit voor de productie van elektriciteit bedroeg 15.500 MW in 2017, waarvan 12.800 MW in Spanje. Per jaar levert Naturgy zo'n 30 miljard m³ aardgas dat wereldwijd wordt ingekocht. Ongeveer de helft hiervan wordt als vloeibaar aardgas bij een van de terminals afgeleverd en de rest per pijpleiding. Naturgy beschikt over een vloot van gastankers en heeft belangen in twee belangrijke aardgaspijpleidingen in de Middellandse Zee, de Maghreb-Europapijpleiding en de Medgazpijpleiding.
Het hoofdkantoor van Naturgy is gelegen in Barcelona. De aandelen staan genoteerd aan de Bolsa de Madrid en zijn opgenomen in de IBEX-35 aandelenindex. De grootste aandeelhouder is de Spaanse bank La Caixa met een kwart van de aandelen. Het Algerijnse staatsenergiebedrijf Sonatrach heeft een aandelenbelang van 4%. Repsol was ook een grootaandeelhouder, maar in 2016 besloot dit bedrijf het belang te halveren en verkocht een aandelenbelang van 20% aan het Amerikaanse fonds Global Infrastructure Partners (GIP) voor € 3,8 miljard. Na de transactie waren Criteria Caixa, Repsol en GIP grootaandeelhouders met een gezamenlijk belang van 64%.

## Geschiedenis
het oudste onderdeel van het bedrijf, Sociedad Catalana para el Alumbrado por Gas (SCAG), werd in 1843 opgericht.  Het bracht licht in de straten en pleinen in Barcelona. Vanaf 1866 begon SCAG met activiteiten buiten Catalonië en begon in Spanje gasfabrieken over te nemen waaronder in Barcelona, Sevilla en Ferrol. Tegen het einde van de 19e eeuw bouwde het een elektriciteitscentrale op fossiele brandstof en in 1911 kwam de eerste waterkrachtcentrale in gebruik. In de jaren twintig van de 20e werd diverse acquisities gedaan en in 1912 wijzigde de naam in Catalana de Gas y Electricidad, S.A. (CGE).
In samenwerking met partners richtte CGE in 1965 het bedrijf Gas Natural, S.A. op om aardgas uit Libië en Algerije te importeren. In Barcelona kwam een fabriek om vloeibaar aardgas uit de twee Noord-Afrikaanse landen te hervergassen. Dit gaf het gebruik van aardgas in Spanje een belangrijke impuls. In 1991 was het belang van gas zo groot geworden dat de naam werd gewijzigd in Gas Natural.
In 1992 werd het bedrijf actief buiten Spanje, als eerste in Argentinië. In 1997 had het in Latijns-Amerika ook activiteiten in Brazilië, Mexico en Colombia.
In september 2009 nam Gas Natural Unión Fenosa over zo’n € 16,8 miljard. Gas Natural was vooral actief op het gebied van het aardgas en elektriciteit was voor Union Fenosa het belangrijkste product. Door de integratie van gas en elektriciteit, verwachtte Gas Natural Fenosa beter te kunnen concurreren. De overname leidde tot een aanzienlijke geografische verbreding, van negen landen met activiteiten verdubbelde dit ruimschoots naar 22 landen. Verder nam de opgestelde capaciteit toe van 4 megawatt (MW) naar 17 MW en het klantenbestand vertienvoudigde van 1,5 miljoen aar 20 miljoen. Gas Natural Fenosa werd een van de belangrijkste lng-producenten in het gebied van de Middellandse Zee en de Atlantische Oceaan.
In het eerste halfjaar van 2020 werd de laatste centrale met steenkolen als brandstof gesloten.